# Guillermo Santa Cruz
Guillermo Santa Cruz (Buenos Aires; 6 de enero de 1984) es un licenciado en economía y exactor argentino. Colabora frecuentemente en medios gráficos, radio y eventos comentando sobre distintos aspectos de la cultura, historia y economía china.

## Carrera

### 1988 - 2002
En su juventud, Guillermo Santa Cruz tuvo una carrera actoral que lo llevó a participar de películas y telenovelas de éxito en la Argentina. Comenzó a la temprana edad de 4 años en la película Sur, en un rol menor como hijo de Susú Pecoraro. El joven Guillermo mostró disciplina para seguir las indicaciones de los directores, y se fue ganando un lugar en distintas producciones, entre ellas: Después de la tormenta, El árbol azul, Flavia: corazón de tiza, Dulce Ana, Más allá del horizonte, entre otras. En su adolescencia fue parte del elenco estable del éxito televisivo Chiquititas desde 1996 hasta 1999. Luego, en 2002, participó en la primera temporada de Rebelde Way, interpretando el papel de Nicolás. 

### 2012 - actualidad
Después de ocho años de residencia en China, regresó a la Argentina en 2012. Cursó una Maestría en Agronegocios y Alimentos y se desempeñó como consultor externo en el Ministerio de Agricultura, Ganadería y Pesca de la Nación en distintos proyectos de desarrollo económico y comercial. Actualmente trabaja en el Industrial and Commercial Bank of China (ICBC), y participa del Consejo Argentino para las Relaciones Internacionales (CARI).

## Trayectoria

### Televisión
| Año  | Programa                      | Rol                           |
| ---- | ----------------------------- | ----------------------------- |
| 1997 | Almorzando con Mirtha Legrand | Él mismo                      |
| 1997 | Premios Martín Fierro 1997    | El mismo (elenco Chiquititas) |
| 1998 | Premios Martín Fierro 1998    | El mismo (elenco Chiquititas) |
| 1999 | Sábado bus                    | Él mismo (homenaje a Romina)  |
| 2018 | Periodismo para todos         | Él mismo (invitado)           |
| 2019 | Veinte manzanas               | Él mismo (invitado)           |

Periodismo para Todos

### Televisión actor
| Año       | Programa                    | Rol                                         |
| --------- | --------------------------- | ------------------------------------------- |
| 1990      | Quiero gritar que te amo    | Thomas                                      |
| 1991      | ¡Grande, pa!                | Desconocido                                 |
| 1991      | El árbol azul               | Guillermo "Guille"                          |
| 1993      | El club de los baby sitters | Desconocido                                 |
| 1994      | Más allá del horizonte      | Juancito                                    |
| 1994      | Inconquistable corazón      | Desconocido                                 |
| 1995      | Dulce Ana                   | Mario Iturbe-Montalbán                      |
| 1996-1998 | Chiquititas                 | Guillermo Estévez "Guille"                  |
| 1999      | Chiquititas                 | Javier Maza                                 |
| 2001      | Chiquititas                 | Guillermo Estévez "Guille" (capítulo final) |
| 2002      | Rebelde Way                 | Nicolás Provenza                            |

### Teatro
| Año       | obra        | Rol                                    |
| --------- | ----------- | -------------------------------------- |
| 1996-1999 | Chiquititas | Guillermo Estévez "Guille"/Javier Maza |